# Höfen (Tirschenreuth)
Höfen ist ein Gemeindeteil der Kreisstadt Tirschenreuth in der Oberpfalz in Bayern.
Der Weiler liegt zweieinhalb Kilometer nördlich von Tirschenreuth im Stiftland. Der Ort gehörte zur Gemeinde Großklenau, die im Zuge der Gebietsreform in Bayern am 1. Januar 1978 in die Kreisstadt Tirschenreuth eingegliedert wurde.
Höfen wurde erstmals 1224 mit dem Namen „Schwaichhofen“ erwähnt.